# 1988 ER1
1988 ER1 är en asteroid i huvudbältet som upptäcktes den 13 mars 1988 av den danska astronomen Poul Jensen vid Brorfelde-observatoriet.
Asteroiden har en diameter på ungefär 5 kilometer och den tillhör asteroidgruppen Vesta.